# Vnitřní kresba parcel
Vnitřní kresba parcel představuje v katastrální mapě čáru, jež uvnitř parcely ohraničuje různé dílčí útvary, které jsou součástí této parcely (například chodník, trávník, budova, hradní nádvoří apod.). Zpravidla se pro vnitřní kresbu používá odlišná čára než pro hranice parcel, případně se na tuto čáru umisťuje tzv. slučka – mapová značka ve tvaru písmene „S“, zdůrazňující že útvary po obou stranách této čáry spolu tvoří jednu parcelu.